# Piotr Kacejko
Piotr Antoni Kacejko (ur. 1955) – polski inżynier, specjalista w zakresie elektryki i elektroenergetyki, profesor nauk technicznych, rektor Politechniki Lubelskiej w kadencjach 2012–2016 i 2016–2020.

## Życiorys
Jest absolwentem Wydziału Elektrycznego Politechniki Lubelskiej, magisterium uzyskał na podstawie pracy pt. Wybrane aspekty metod obliczania zwarć w sieciach elektroenergetycznych przy pomocy maszyn cyfrowych. Stopień doktora nauk technicznych uzyskał na Wydziale Elektrycznym Politechniki Warszawskiej w 1982 w oparciu o rozprawę Obliczanie warunków zwarciowych w dużych systemach elektroenergetycznych, w aspekcie wzrostu liczby sprzężonych ze sobą torów linii napowietrznych. Habilitował się w 1999 na tym samym wydziale na podstawie pracy zatytułowanej Analiza systemu elektroenergetycznego w ujęciu obiektowym. 8 czerwca 2006 otrzymał tytuł profesora nauk technicznych.
Specjalizuje się w analizie systemów elektroenergetycznych, szczególnie w stanach awaryjnych oraz w metodach numerycznych związanych z ich analizą. Jest jednym z twórców programów komputerowych przeznaczonych do obliczeń zwarciowych wykorzystywanego w wielu jednostkach energetyki. Był stażystą na Uniwersytecie w Glasgow, gdzie brał udział w pracach nad przesyłem mocy na duże odległości.
Pracę zawodową rozpoczął w swojej macierzystej uczelni w 1979 jako asystent, od 1983 do 1999 był adiunktem, następnie obejmował kolejno stanowiska profesora nadzwyczajnego (2000) i zwyczajnego (2006). Przez sześć lat pracował również w Zakładzie Energetycznym Lublin jako specjalista do spraw informatyki. Brał udział we wdrażaniu projektów związanych ze sterowaniem systemem (Dyster oraz Eurorynek) w Polskich Sieciach Elektroenergetycznych.
W 2006 został kierownikiem Katedry Sieci Elektrycznych i Zabezpieczeń. 13 marca 2012 wybrany na rektora Politechniki Lubelskiej. 9 marca 2016 uzyskał reelekcję na drugą kadencję.
Jest autorem lub współautorem kilku książek oraz ponad 70 artykułów w czasopismach i materiałach konferencyjnych polskich i zagranicznych, a także kilkudziesięciu raportów dla jednostek energetyki. Za prace naukowo-badawcze związane z wdrażaniem informatyki w energetyce oraz działalność wydawniczą uzyskał kilkukrotnie nagrodę ministra edukacji narodowej. Jest członkiem Sekcji Systemów Elektroenergetycznych Komitetu Elektrotechniki PAN, członkiem Stowarzyszenia Elektryków Polskich oraz amerykańskiego stowarzyszenia IEEE.
Jego ojcem był inżynier Leonid Kacejko.

## Wybrane publikacje
- Generacja rozproszona w systemie elektroenergetycznym, Wyd. Politechniki Lubelskiej, Lublin 2004, ISBN 978-83-89246-92-9.
- Zwarcia w systemach elektroenergetycznych (współautor), Wydawnictwa Naukowo-Techniczne, Warszawa 2009, ISBN 978-83-204-3583-2.
- Inżynieria elektryczna i informatyczna w nowych technologiach elektroenergetycznych, seria: „Monografie”, vol. 80, Komitet Inżynierii Środowiska PAN, Lublin 2011, ISBN 978-83-89293-47-3.
- Metody zwiększenia możliwości przyłączeniowych polskiego systemu elektroenergetycznego (kier. zespołu), Polskie Stowarzyszenie Energetyki Wiatrowej, Warszawa 2023, ISBN 978-83-942050-2-7.
- Problemy obliczeniowe elektroenergetyki (współautor), Wyd. Politechniki Lubelskiej, Lublin 2023, ISBN 978-83-7947-578-0.
- Wind energy: societal and human impacts (współautor), CRC Press, Boca Raton 2024, ISBN 978-1-032-59878-9.